# Möwe (Schiff, 1907)
Die Möwe war ein Vermessungsschiff der deutschen Kaiserlichen Marine. Das einzige Schwesterschiff war die Planet.

## Technik
Das Schiff lief am 2. Juli 1906 auf der Kaiserlichen Werft Wilhelmshaven von Stapel. Es hatte eine Wasserverdrängung von etwa 650 Tonnen. Im Winter des Jahres 1906 war das Schiff dienstbereit. Die Möwe war zwischen den Loten 49,0 m lang, 9,84 m breit und hatte einen Tiefgang von 3,26 m. Zwei Dampfmaschinen mit einer Leistung von insgesamt 258 kW (350 PSi) ermöglichten eine Maximalgeschwindigkeit von 9,5 kn. Die Besatzung bestand aus 104 Mann. Bewaffnet war das Schiff mit drei 3,7-cm-Revolverkanonen.

## Einsatz
Die Möwe war hauptsächlich in den deutschen Kolonien und ausländischen Gewässern im Vermessungsdienst eingesetzt. Dennoch unternahm sie ihre ersten Vermessungsfahrten in der Nord- und Ostsee. Im Mai 1911 verließ sie Wilhelmshaven für astronomische, magnetische, meteorologische und ozeanographische Untersuchungen an den Atlantikküsten Europas und Afrikas. Nach Aufenthalten vor West- und Südwestafrika verlegte die Möwe Ende 1912 nach Deutsch-Ostafrika und setzte ihre Messungen dort fort. Die Besatzung sammelte unter anderem Erkenntnisse über die Wasserverhältnisse vor Westafrika und die Unterseestruktur vor der Kongo-Mündung. Für 1914 war eine Fahrt in den Indischen Ozean zur Tiefseeforschung geplant, die aber aufgrund des Ersten Weltkrieges nicht mehr stattfand.
Am 8. August 1914 wurde das Schiff in Daressalam unter dem Kommando von Korvettenkapitän Gustav Zimmer von der eigenen Besatzung gesprengt. Die Artillerie wurde demontiert, die Mannschaft in die Schutztruppe für Deutsch-Ostafrika unter Oberstleutnant Paul von Lettow-Vorbeck übernommen und bis 1916 hauptsächlich am Tanganjikasee als „Abteilung Möwe“ eingesetzt, wo sie bis zur alliierten Offensive mit einer kleinen Flotte von nachträglich bewaffneten Seedampfern die stärkste Kraft auf dem See war. Die Abteilung Möwe wurde im Juli 1916 aus Kigoma abgezogen und im September 1916 in Tabora aufgelöst und auf andere Einheiten der Schutztruppe verteilt. Über das bestehen der Abteilung war Zimmer Kommandeur.

## Das Ende
Das Wrack der Möwe wurde 1922 von Commander Ingles gehoben und im Hafen Daressalam am Strand aufgelegt. In den folgenden Jahren wurde es nach und nach abgewrackt.

## Philatelistische Bedeutung
Der Briefmarkenbestand der Marineschiffspost der Möwe wurde zusammen mit dem Bestand der Königsberg in Deutsch-Ostafrika aufgebraucht. Die Marken wurden auf acht mittelgroße Postämter verteilt, wo diese im Innendienstgebrauch auf Paketkarten verwendet wurden. Unter Philatelisten sind diese Marken unter dem Begriff „Königsberg-Ausgabe“ bekannt, obwohl der größere Anteil aus dem Bestand der Möwe stammte.